# Rennes Challenger 1993
Il Rennes Challenger 1993 è stato un torneo di tennis facente parte della categoria ATP Challenger Series nell'ambito dell'ATP Challenger Series 1993. Il torneo si è giocato a Rennes in Francia dal 15 al 21 febbraio 1993 su campi in cemento indoor.

## Vincitori

### Singolare
Stéphane Simian ha battuto in finale  Nicklas Kulti con il punteggio di 6–4, 7–6

### Doppio
Jan Apell /  Jonas Björkman hanno battuto in finale  João Cunha e Silva /  Marc-Kevin Goellner con il punteggio di 7–6, 6–3